# 假眼海馬
假眼海馬為輻鰭魚綱棘背魚目海龍魚科的其中一種，分布於東印度洋西澳大利亞鯊魚灣海域，棲息深度可達20公尺，體長可達10.8公分，棲息在水淺的藻礁區，屬肉食性，以小型甲殼類為食，卵胎生。